# Vidorija
Vidorija, mahala u Bosanskom Novomu, južno od gradskoga središta. Danas se drži starom gradskom četvrti. Područje se Vidorije nalazi u slijevu potoka Vidorije, koji se ulijeva u rijeku Unu kao njena desna pritoka.
Riječni otoci (ade) na Uni nazivaju se jednim imenom Vidorijska ada, nalaze se nasuprot Bosanskog Novoga, a nedaleko Banske Struge. Podrijetlo imena vuče iz madžarskoga lika osobnog imena Vidor (Vitus).

## Vidorijska džamija
Vidorijska je džamija sagrađena oko godine 1750. Imala je veoma vitku drvenu munáru (mináret) s otvorenom galerijom (tj. galerijom šerefeta koja nije pokrivena), a koja je sagrađena 1870. Džamija je jednoprostorna s màhfilom dubine 3,5 m koji leži na dva zidana stupa. Potpuno su ju uništili velikosrbi između ožujka i lipnja 1992. (podatak iz godine 1994.). Godine 2007. prikupljana su novčarska sredstva za njenu obnovu.

## Željeznička postaja
U Vidoriji postoji istoimena željeznička postaja na Unskoj pruzi koja je udaljena 3 kilometara središta Bosanskog Novoga. Željezničkom postajom upravljaju Željeznice Republike Srpske.

## Vanjske poveznice
- Razglednice Bosanskog Novoga (1921. – 1941.)  Arhivirana inačica izvorne stranice od 4. ožujka 2016. (Wayback Machine)